# ヨハネス・イッテン

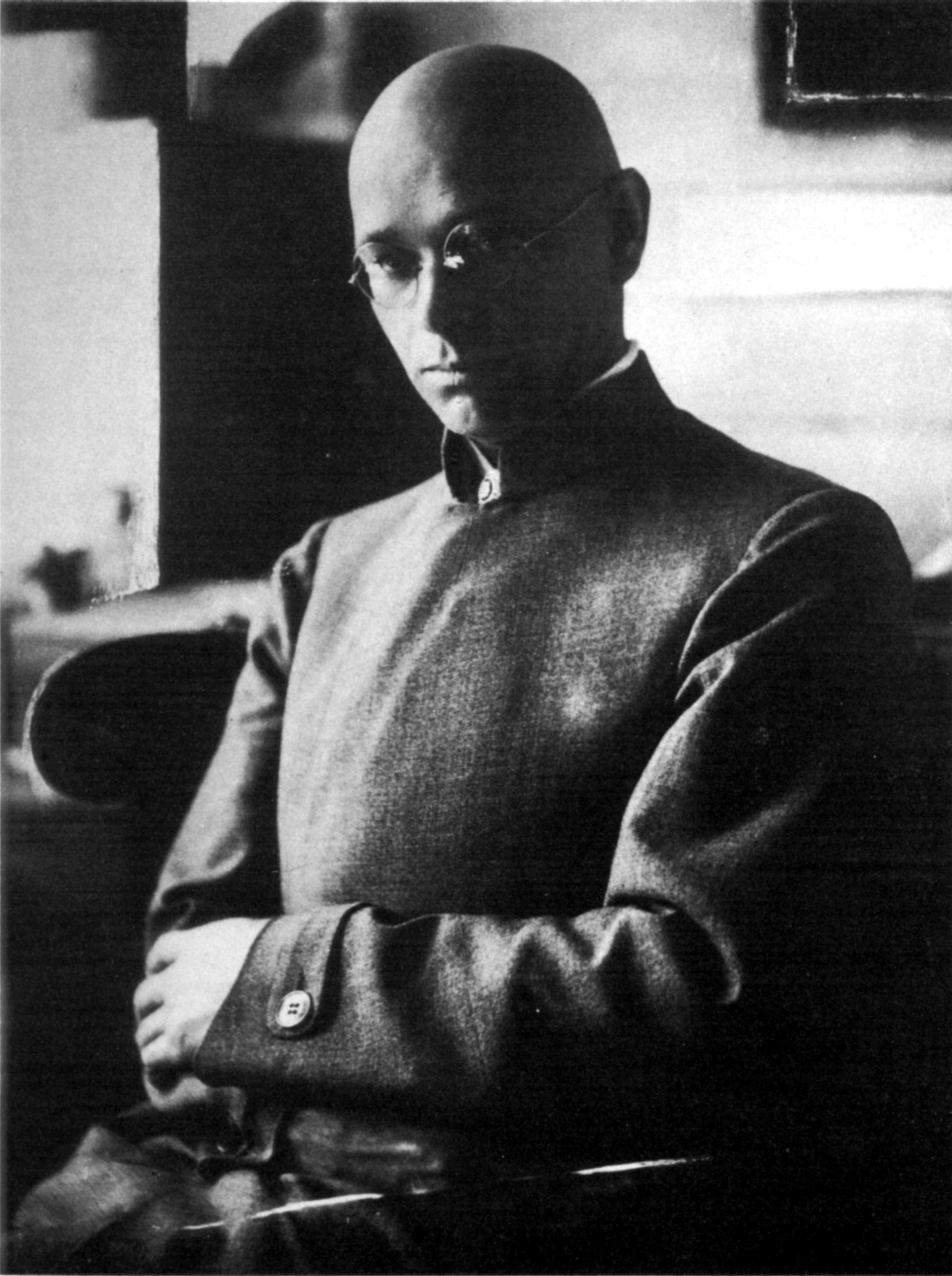
ヨハネス・イッテン

イッテンの色相環

ヨハネス・イッテン（Johannes Itten; 1888年11月11日 - 1967年5月27日）は、スイスの芸術家、理論家、教育者である。

## 来歴
ベルンに生まれる。当初は初等・中等教育の教職についていたが、青騎士、分離派、後にバウハウスに集まる芸術家たちと接触するうちに、美術に傾倒する。画家アドルフ・ヘルツェルに師事する。
彼はヘルツェルとフランツ・チジェクに、大きな影響を受けた。 
1917年
ウィーンで絵画学校開設。
1919年
ヴァルター・グロピウスの招聘を受け、ヴァイマル期バウハウスのマイスターとして予備課程を担当する。1919年にはGertrud Grunow、1920年にはパウル・クレーとGeorg Muche が　講師として招聘するが自身の精神主義的ともいえるような教育理念がグロピウスの考え方と相容れず、1923年には解雇される。
1926年

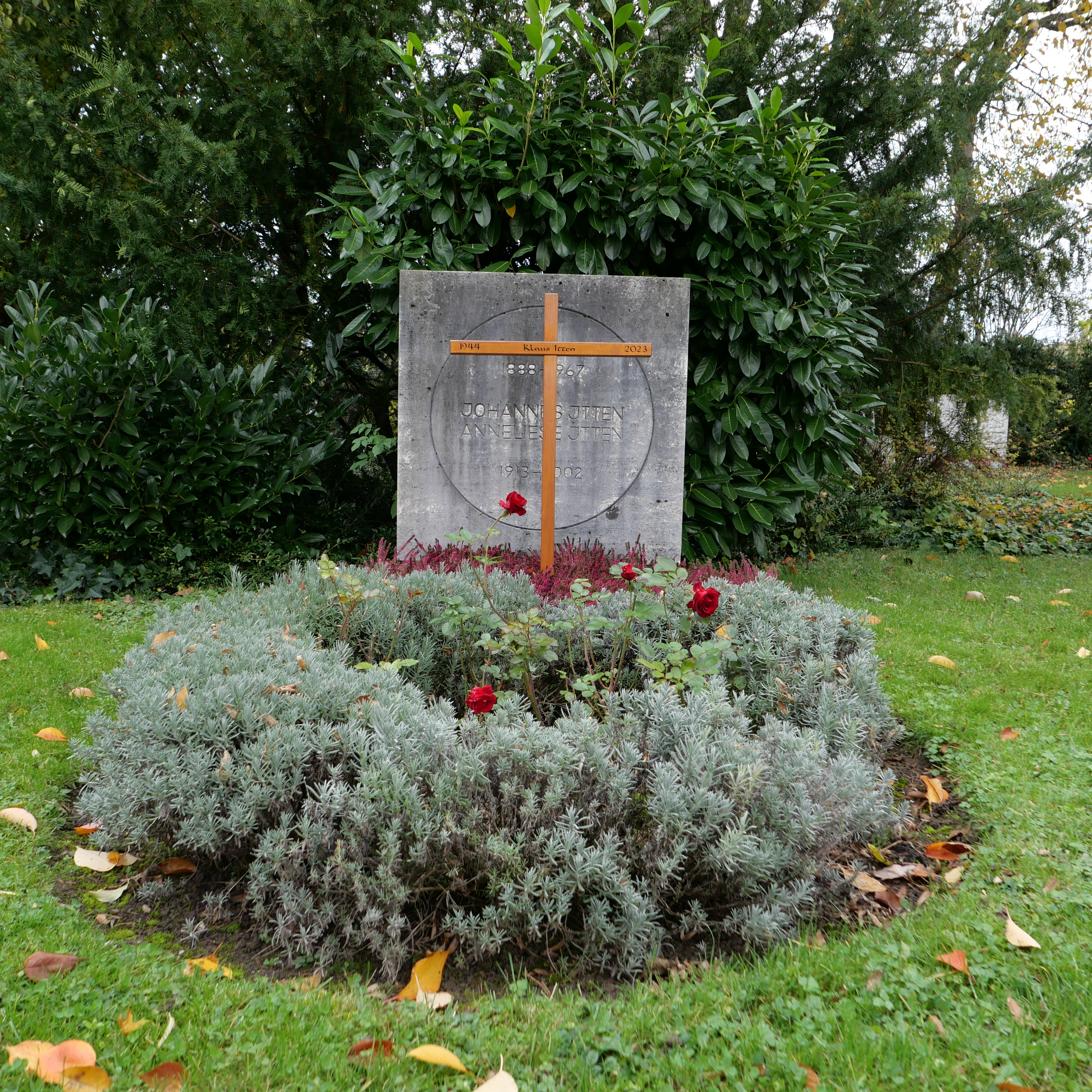
イッテンとその二番目の妻アンネリーゼ、旧姓シュレッサー（1913～2002）、そして彼らの3人の子供のうちの一人、チューリッヒ大学地理学教授クラウス・イッテン（1944～2023）の墓がホンガーベルク墓地にある。 チューリッヒで。

ベルリンにて私学校「イッテン・シューレ」開設。日本からの留学生もおり、1933年には竹久夢二が日本画講座の授業を担当することもあったが、1934年 ナチスにより閉校される。
1932年 - 1938年 クレーフェルトのテキスタイル学校の校長
1938年 – 1954年 チューリッヒ芸術学校の校長　
1952年 – 1956年 リートベルク美術館の館長　
1955年：ウルム・デザイン学校で色彩コース授業担当
作品制作もさることながら、バウハウスや自身の学校において独自の造形論および色彩論を主張し、展開した点において大きな特徴がある。絵具を混色による12色の色相環を独自に開発し、中心軸に白・黒を置いた球体の色立体を用いて色彩調和論を説いた。この独自の色体系はイッテン表色系と呼ばれることもある。
日本でも展覧会が開催されたことがある。